# Dacrydium medium
Dacrydium medium é uma espécie de conífera da família Podocarpaceae.
Pode ser encontrada nos seguintes países: Indonésia e Malásia.